# Nemesia transalpina
Nemesia transalpina is een spinnensoort in de taxonomische indeling van de bruine klapdeurspinnen (Nemesiidae).
Nemesia transalpina werd in 1871 beschreven door Doleschall.